# Corazón del Reino
Corazón del Reino es el cuarto álbum del rapero Dr. P. El álbum contó con la participación de Jonny L, Javier Quiles, Omega y los nuevos talentos de su sello, 681 y Sugar.

## Lista de canciones
| N.º | Título                                 | Duración |  |
| 1.  | «Corazón Del Reino» (con Jonny L)      | 4:07     |  |
| 2.  | «Corazón Guerrero» (con Javier Quiles) | 4:19     |  |
| 3.  | «Calle»                                | 3:22     |  |
| 4.  | «No Hay Más» (con 681)                 | 3:40     |  |
| 5.  | «Martillo»                             | 3:25     |  |
| 6.  | «El Vicio De Tu Amor»                  | 4:05     |  |
| 7.  | «Desciende El Fuego» (con Omega)       | 3:52     |  |
| 8.  | «Homilética»                           | 3:33     |  |
| 9.  | «Todo Tiene Su Tiempo» (con Sugar)     | 2:55     |  |
| 10. | «La Luz» (con 681)                     | 4:04     |  |
| 11. | «Dale Con Fe»                          | 2:47     |  |